# Люк Штейн
Люк Штейн (англ. Luke Steyn; 7 червня 1993, Хараре) — зімбабвійський гірськолижник, учасник Олімпійських ігор 2014 року. Перший спортсмен від Зімбабве на Зимових Олімпійських іграх за всю історію.

## Біографія
У трирічному віці разом із батьками Люк поїхав із Зімбабве і жив у Швейцарії, Франції, Великій Британії а зараз переїхав у США, де вчиться у Колорадському університеті у Боулдері.
На Олімпійських іграх у Сочі Люк Штейн представляв Зімбабве, це перший і поки єдиний спортсмен від цієї країни за весь час проведення Зимових Олімпійських ігор. Тому і прапор Зімбабве на церемонії відкриття ігор ніс теж він. Сам Люк про свою поїздку на Ігри сказав:

Я народився у Зімбабве, це в моїй крові. Я африканець, навіть якщо по мені це не завжди помітно. Чому б не представляти Зімбабве? Це унікальна можливість.
Оригінальний текст (англ.)
I was born in Zimbabwe, it’s in my blood. I’m African, even though I don’t sound like it all the time. Why not represent Zimbabwe? It’s unique.

У спортивній програмі Штейн виступав у слаломі і гігантському слаломі. Виступ складно назвати вдалим: в гігантському слаломі підсумкова позиція — 57, із загальним часом 3 хвилини 6,55 секунд; а в слаломі Люк і зовсім не фінішував. Проте самим фактом своєї появи на цих іграх він вписав себе в історію Зімбабве, в якій сніг не випадав більш ніж 50 років.